# 基礎工学部
基礎工学部（きそこうがくぶ）は、大学の学部のひとつで、基礎工学（基礎工学#工学の基礎についての工学を参照）を専門として扱う。1950年代後半に米国においてengineering science（直訳すると工学科学）が提唱され、日本にもその直後に取り入れられた。

## 設置されている大学
- 大阪大学基礎工学部
- 東京理科大学（ただし英語名称としては、Engineering Science ではなく Industrial Science and Technology、直訳すると産業の科学と技術（「産業の科学」と「技術」、あるいは、「産業の」「科学と技術」）としている）※ 2021年（令和3年）4月1日、基礎工学部は先進工学部に名称変更された。